# 1240 Centenaria
1240 Centenaria (1932 CD) là một tiểu hành tinh vành đai chính được phát hiện ngày 5 tháng 2 năm 1932 bởi Schorr, R. ở Bergedorf.